# Dressed Up & in Line
Dressed Up & in Line è una raccolta del gruppo musicale statunitense Copeland, pubblicata il 20 novembre 2007.
Contiene diverse versioni alternative, demo, inediti e cover realizzate dalla band nel corso dei primi 6 anni della sua carriera.

## Tracce
Testi e musiche di Aaron Marsh, eccetto dove indicato.
1. You Love to Sing (Slow Version) – 2:43 (testo: Aaron Marsh – musica: Aaron Marsh, Bryan Laurenson)
2. Thanks to You – 3:51
3. Sleep (Premix) – 4:07 (testo: Aaron Marsh – musica: Aaron Marsh, Bryan Laurenson)
4. Chin Up (Demo) – 3:09
5. Careful Now (Acoustic) – 2:41
6. Black Hole Sun (Soundgarden Cover) – 4:33 (Chris Cornell)
7. No One Really Wins (Acoustic) – 3:38
8. Interlude – 2:00
9. Every Breath You Take (The Police Cover) – 5:58 (Sting)
10. May I Have This Dance – 4:15
11. That Awful Memory of Yours – 3:16
12. Second Star to the Left, Go Til' Dawn – 3:53
13. Brightest (Acoustic) – 2:07
14. When Paula Sparks (Alternate) – 5:49
15. Thanks to You (DJ Cakeface Remix) – 3:29
16. Black Hole Jon (Hidden Track) – 19:38

## Formazione
Copeland
- Aaron Marsh – voce, chitarra, basso, tastiera, pianoforte,
- Bryan Laurenson – chitarra, programmazione, cori
- James Likeness – basso, cori
- Jonathan Bucklew – batteria, percussioni

Altri musicisti
- Tom Blair – chitarra
- Troy Stains – chitarra
- Jarrett Smith – basso
- Matt Goldman – batteria, percussioni
- Rusty Fuller – percussioni
- Rachel Plating – violino, viola

Produzione
- Aaron Marsh – produzione, missaggio
- Bryan Laurenson – produzione, missaggio
- Matt Goldman – produzione, missaggio, ingegneria del suono
- James Likeness – design, layout
- Jarrett Smith – fotografia